# Brodî, Konotop
Brodî (în ucraineană Броди) este un sat în comuna Velîkîi Sambir din raionul Konotop, regiunea Sumî, Ucraina.

## Demografie
Componența lingvistică a localității Brodî
     Ucraineană (100%)
Conform recensământului din 2001, toată populația localității Brodî era vorbitoare de ucraineană (100%).